# Torneo Nacional de Desarrollo M16
El Torneo Nacional de Desarrollo M16 es una competición anual de rugby masculino para seleccionados representativos juveniles pertenecientes a las uniones provinciales afiliadas a la Unión Argentina de Rugby. El torneo surgió en 2016 y, a diferencia del Campeonato Argentino Juvenil de Rugby, en él solamente pueden competir aquellos jugadores que pertenezcan a clubes o instituciones clasificadas como de desarrollo.
El torneo fue creado por la Unión Argentina de Rugby con el objetivo de promover el desarrollo y la formación de divisiones juveniles en clubes de desarrollo a lo largo del país como agente de motivación, permitiendo que estos clubes y sus jugadores puedan participar en sus respectivos seleccionados provinciales. Los clubes clasificados como de desarrollo generalmente se encuentran en la periferia o "interior" de sus respectivas uniones provinciales. La manera de clasificar estos clubes puede variar dependiendo de la región, como debiendo pertenecer a un división de Desarrollo, jugar en la tercera división o inferior, o no participar del Torneo del Interior o su respectivo Torneo Regional.
La Unión de Rugby del Oeste de Buenos Aires (UROBA) es la unión más exitosa del torneo, habiendo ganado cinco títulos (2016, 2017, 2019, 2022 y 2023) y llegando a la final en cada temporada desde el comienzo del torneo hasta el 2023. Lo siguen las Aguilitas, el seleccionado de la URBA, con tres títulos obtenidos en 2018, 2021 y 2024.

## Equipos participantes
Participan del torneo los seleccionados de las uniones provinciales afiliadas a la Unión Argentina de Rugby. Clasifican al torneo las uniones con la mayor cantidad de jugadores M15 y M16 fichados en los clubes de desarrollo. A partir de la temporada 2017, la UAR decidió otorgar también plazas a las uniones con mayor cantidad de fichajes en la categoría relativos a su cantidad total de fichajes, evitando así que todos los cupos vayan hacia las uniones con mayor cantidad de jugadores.
Han clasificado al torneo 23 de las 25 uniones provinciales actualmente afiliadas a la UAR, siendo la Unión Santacruceña de Rugby y la Unión de Rugby de Tierra del Fuego las uniones restantes sin clasificar.
| Equipo              | Temporadas | Primera participación | Última participación |
| ------------------- | ---------- | --------------------- | -------------------- |
| Córdoba             | 8 (todas)  | 2016                  | 2024                 |
| Entre Ríos          | 8 (todas)  | 2016                  | 2024                 |
| Mar del Plata       | 8 (todas)  | 2016                  | 2024                 |
| Oeste               | 8 (todas)  | 2016                  | 2024                 |
| Rosario             | 8 (todas)  | 2016                  | 2024                 |
| Sur                 | 8 (todas)  | 2016                  | 2024                 |
| Buenos Aires        | 6          | 2017                  | 2024                 |
| Salta               | 6          | 2016                  | 2024                 |
| Santa Fe            | 6          | 2016                  | 2022                 |
| Santiago del Estero | 5          | 2017                  | 2022                 |
| Nordeste            | 4          | 2016                  | 2023                 |
| Tucumán             | 5          | 2018                  | 2024                 |
| Andina              | 5          | 2016                  | 2024                 |
| Cuyo                | 5          | 2018                  | 2024                 |
| Misiones            | 5          | 2016                  | 2024                 |
| Austral             | 4          | 2017                  | 2024                 |
| San Luis            | 4          | 2016                  | 2019                 |
| Alto Valle          | 3          | 2018                  | 2024                 |
| Chubut              | 3          | 2022                  | 2024                 |
| Lagos del Sur       | 3          | 2017                  | 2024                 |
| San Juan            | 3          | 2018                  | 2021                 |
| Jujuy               | 3          | 2018                  | 2021                 |
| Chubut B            | 1          | 2023                  | 2023                 |
| Austral B           | 1          | 2023                  | 2023                 |
| Oeste 2             | 1          | 2022                  | 2022                 |
| Formosa             | 1          | 2017                  | 2017                 |

Lista actualizada a la temporada 2024.
Hasta la temporada 2023, han disputado el torneo 26 equipos distintos provenientes 23 uniones provinciales. Los tres equipos restantes, Oeste 2, Chubut B y Austral B, se tratan de selecciones alternativas provenientes de uniones ya clasificadas al torneo, las cuales fueron invitadas a participar debido a las ausencias de Alto Valle (2022), Santa Cruz y Tierra del Fuego (2023), respectivamente.

## Sistema de competición
Edición inaugural

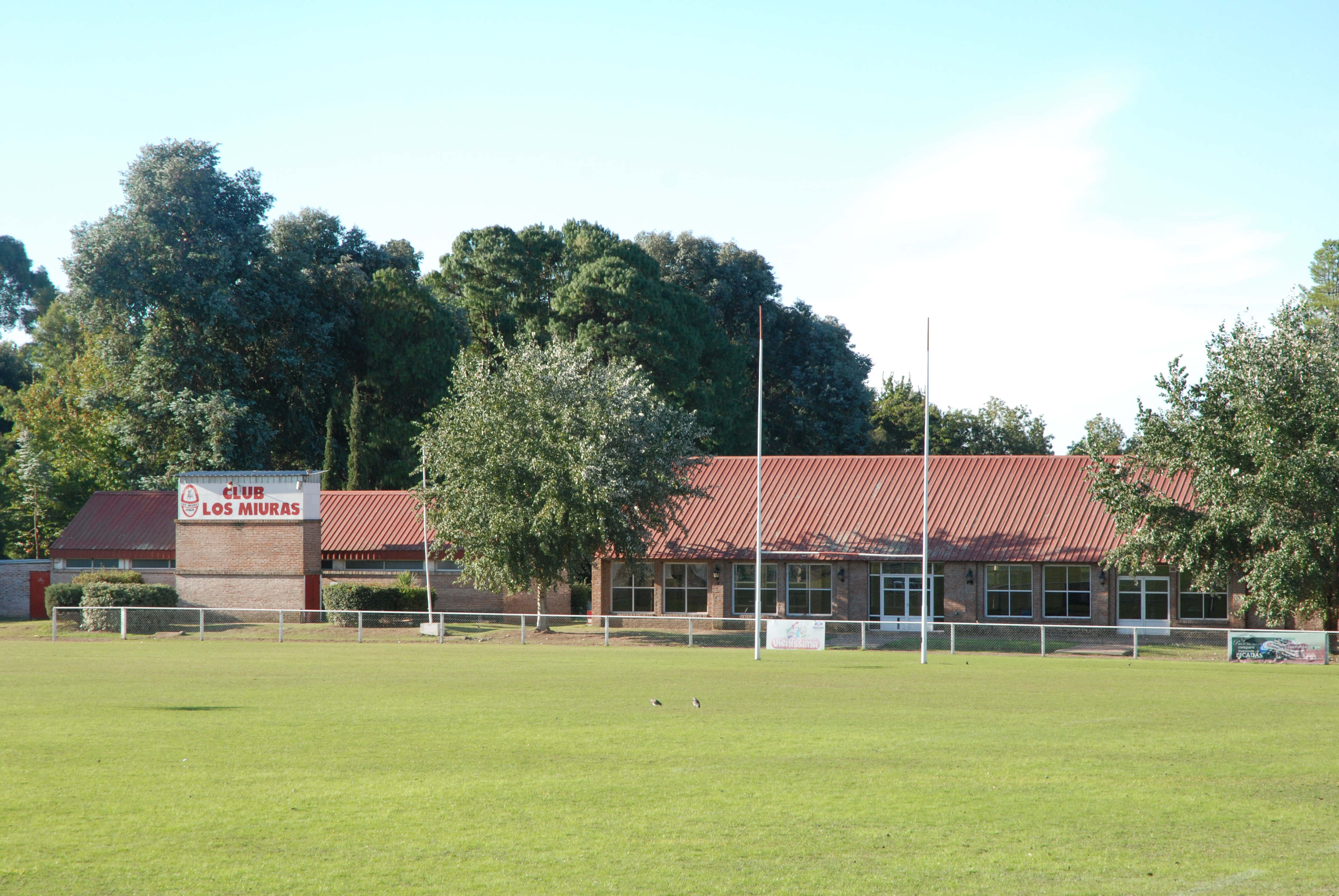
Cancha del Club Los Miuras de Junín, sede del torneo entre 2021 y 2023.

El torneo se disputa de forma similar al Campeonato Argentino Select 12, con partidos de tiempo reducido en una sede única con el objetivo de fomentar el desarrollo entre los equipos participantes al facilitar el transporte de los seleccionados y permitiendo la definición del torneo en una semana con múltiples partidos por jornada, con cada equipo jugando la misma cantidad de partidos en partidos de posicionamiento. Durante la edición inaugural, el torneo fue jugado bajo el mismo formato que el Select 12, con doce equipos divididos en tres grupos de tres equipos cada uno y clasificando a una fase final dependiendo de su clasificación final.
Eliminación directa (2017-2018)
En la segunda temporada, el torneo se expandió de doce a dieciséis equipos participantes y paso a disputarse completamente a eliminación directa, comenzando el torneo en octavos de final, pero con los equipos eliminados continuando su campaña en llaves para definir su posición final (5.º puesto, 9.º puesto, etc.). De esta manera, se mantuvo en cuatro la cantidad de partidos disputados por cada equipo a lo largo del torneo.
Copa de Plata (2019-2022)
A partir de la temporada 2019, la Unión Argentina de Rugby decidió dividir el torneo en dos niveles: una zona principal para equipos del 1.º al 8.º puesto y una Copa de Plata para equipos del 9.º al 16.º puesto. Ambas divisiones se disputaron de forma paralela, con los equipos divididos en zonas de cuatro equipos cada una. Las zonas se resolvían a través del sistema de todos contra todos, antes de clasificar a su respectiva final contra el equipo de la misma clasificación en la zona opuesta. De esta manera, se mantuvo en cuatro la cantidad de partidos por equipo. En temporada 2021, tras la suspensión del torneo en 2020 debido a la pandemia de COVID-19, el torneo se disputó bajo un formato reducido, manteniendo la división en Copa de Oro y Plata pero disputándose a eliminación directa y reduciendo la cantidad de partidos por equipo a tres.
Zona Norte y Zona Sur (Actualidad)
A partir de 2023, el torneo se dividió en una Zona Norte y una Zona Sur, dejando de lado la división del torneo en Copa de Oro y Copa de Plata. Esta decisión, llevada a cabo en conjunto con el Campeonato Argentino Select 12, fue tomada por la Unión Argentina de Rugby con el objetivo de fomentar y enfocar sus programas de desarrollo y competición en la región patagónica (zona sur) de la Argentina. El torneo mantuvo su formato de sede concentrada, pero con cada zona teniendo su propia sede y consagrando a su propio campeón. El formato de disputa se mantuvo en su mayor parte, con los equipos de cada zona dividiéndose en dos grupos bajo el sistema de todos contra todos, antes de disputar la fase final contra equipos del grupo opuesto.

## Campeonatos
A partir de 2023, el torneo se dividió en Zona Norte y Zona Sur, consagrando a dos equipos por temporada.
| Año  | Zona  | Campeón      | Resultado | Subcampeón    | Tercer y cuarto puesto   | Cant. equipos |
| ---- | ----- | ------------ | --------- | ------------- | ------------------------ | ------------- |
| 2016 | 2016  | Oeste        | 35 - 13   | Córdoba       | Entre Ríos Sur           | 12            |
| 2017 | 2017  | Oeste        | 29 - 10   | Buenos Aires  | Andina San Luis          | 16            |
| 2018 | 2018  | Buenos Aires | 22 - 12   | Oeste         | Mar del Plata Entre Ríos | 16            |
| 2019 | 2019  | Oeste        | 17 - 14   | Buenos Aires  | Mar del Plata Santa Fe   | 16            |
| 2021 | 2021  | Buenos Aires | 19 - 7    | Oeste         | Andina Entre Ríos        | 16            |
| 2022 | 2022  | Oeste        | 12 - 6    | Cuyo          | Buenos Aires Andina      | 16            |
| 2023 | Norte | Oeste        | 12 - 6    | Mar del Plata | Córdoba Nordeste         | 14            |
| 2023 | Sur   | Chubut       | 29 - 17   | Chubut B      | Austral B Austral        | 14            |
| 2024 | Norte | Buenos Aires | 14 - 3    | Mar del Plata | Oeste Rosario            | 16            |
| 2024 | Sur   | Chubut       | lig.      | Alto Valle    | Austral Lagos del Sur    | 16            |

### Palmarés
| Equipo        | Campeón | Subcampeón | Tercero y cuarto puesto |
| ------------- | ------- | ---------- | ----------------------- |
| Oeste         | 5       | 2          | 1                       |
| Buenos Aires  | 3       | 2          | 1                       |
| Chubut        | 2       |            |                         |
| Mar del Plata |         | 2          | 2                       |
| Córdoba       |         | 1          | 1                       |
| Alto Valle    |         | 1          |                         |
| Chubut B      |         | 1          |                         |
| Cuyo          |         | 1          |                         |
| Entre Ríos    |         |            | 3                       |
| Andina        |         |            | 3                       |
| Austral       |         |            | 2                       |
| Rosario       |         |            | 1                       |
| Lagos del Sur |         |            | 1                       |
| Nordeste      |         |            | 1                       |
| Austral B     |         |            | 1                       |
| San Luis      |         |            | 1                       |
| Sur           |         |            | 1                       |
| Santa Fe      |         |            | 1                       |